# Tři sestry (divadelní hra)
Tři sestry je drama, které napsal v roce 1900 ruský spisovatel Anton Pavlovič Čechov. Poprvé bylo hráno v roce 1901.
Hra má čtyři dějství.
Ústředním prostorem hry je dům Prozorovových na ruském maloměstě, kde žijí čtyři mladí lidé, sourozenci Olga, Máša, Irina a Andrej. Zůstávají zde i po smrti svého otce, generála ruské armády. Dům, na začátku prosluněné místo plné květin, dostává během představení stále temnější a klaustrofobičtější podobu a všichni sourozenci, jeden po druhém, jsou z něj doslova vypuzení.

## Děj
Snem Prozorovových je vrátit se do Moskvy, kterou si pamatují z dětství jako místo, kde je možno být šťastný. Moskva a její nádhera je jedním z často se objevujících témat hry. Druhé nosné téma je láska a smysl života. Stará panna Olga pracuje jako učitelka na gymnáziu, Máša je nešťastně vdaná za učitele Fjodora Kulygina. Původně byla okouzlena jeho chytrostí, ale po sedmi letech ho má spíše za hlupáka. Nejmladší sestra Irina sní o odchodu do Moskvy a nalezení skutečné lásky. Andrej, jediný jejich bratr, se zamiluje do Nataši, prosté dívky, jíž všechny tři sestry opovrhují.
Hra začíná v den prvního výročí smrti jejich otce a zároveň Irinina svátku. Následuje oslava, na které jsou přítomni i důstojníci městské posádky. Zde Andrej vyjádří své city k Nataše. Druhé dějství začíná o 21 měsíců později, kdy je Andrej už ženaný s Natašou a mají spolu dítě. Andrej je svou drakonickou ženou Natašou zcela zruinován a její útlak začínají pociťovat i sestry. Máša se zaplétá s podplukovníkem Alexandrem Veršininem, velitelem místní divize, který je ženatý s ženou, jež se neustále pokouší spáchat sebevraždu. O Irinu se ucházejí jiní dva důstojníci, Tuzenbach a Solený, oba však neúspěšně. Třetí dějství je prodchnuto zmatkem z právě uhasínajícího požáru města. V chaosu a únavě si všichni sourozenci řeknou do očí své protichůdné názory a vyjeví své skrývané city. Máša se přizná ke své lásce k Veršininovi a dozvídá se, že důstojníci musí brzy opustit město. Irina, zoufalá z prázdnoty svého života, se na radu Olgy rozhoduje vzít si Tuzenbacha. Andrej se přiznává sestrám, že propil a prokarbanil jejich dům, je z něj alkoholik a lidská troska a svatba s Natašou byla osudová chyba. Poslední dějství má nádech melancholického loučení s důstojníky. Je naplněno řadou katastrofických událostí (Andrejova osobnost se již zcela rozpadla, Tuzenbach je zastřelen v souboji svým žárlivým sokem v lásce Soleným, Veršinin opouští Mášu atd.), avšak Čechov předkládá optimisticky vyznívající závěr. Osud nejstarší sestry Olgy je sice již od počátku pro její neschopnost podniknout jakýkoli krok k plnému životu zpečetěn, takže zůstane opuštěnou učitelkou na gymnáziu, bez naděje na lásku a rodinu. Avšak právě Olga utěšuje, jako již tolikrát, své sestry slovy naděje.
Pro hru je typická absence jasné dějové linie. Příběh se váže k osudu jednotlivých postav, zejména sourozenců Prozorovových. Základním kamenem textu je touha všech postav po útěku ze současného života. Tato touha se váže ke vzdálenému městu Moskvě, lásce, manželství, nalezení smyslu života v práci atd. Avšak postavy děje nejsou schopny tyto touhy naplnit, a pokud ano, tak se jejich osudy vždy obrátí k horšímu (Andrejovo nešťastné manželství s Natašou, Mášin milostný poměr s Veršininem atd.)

## Postavy
- Andrej Sergejevič Prozorov

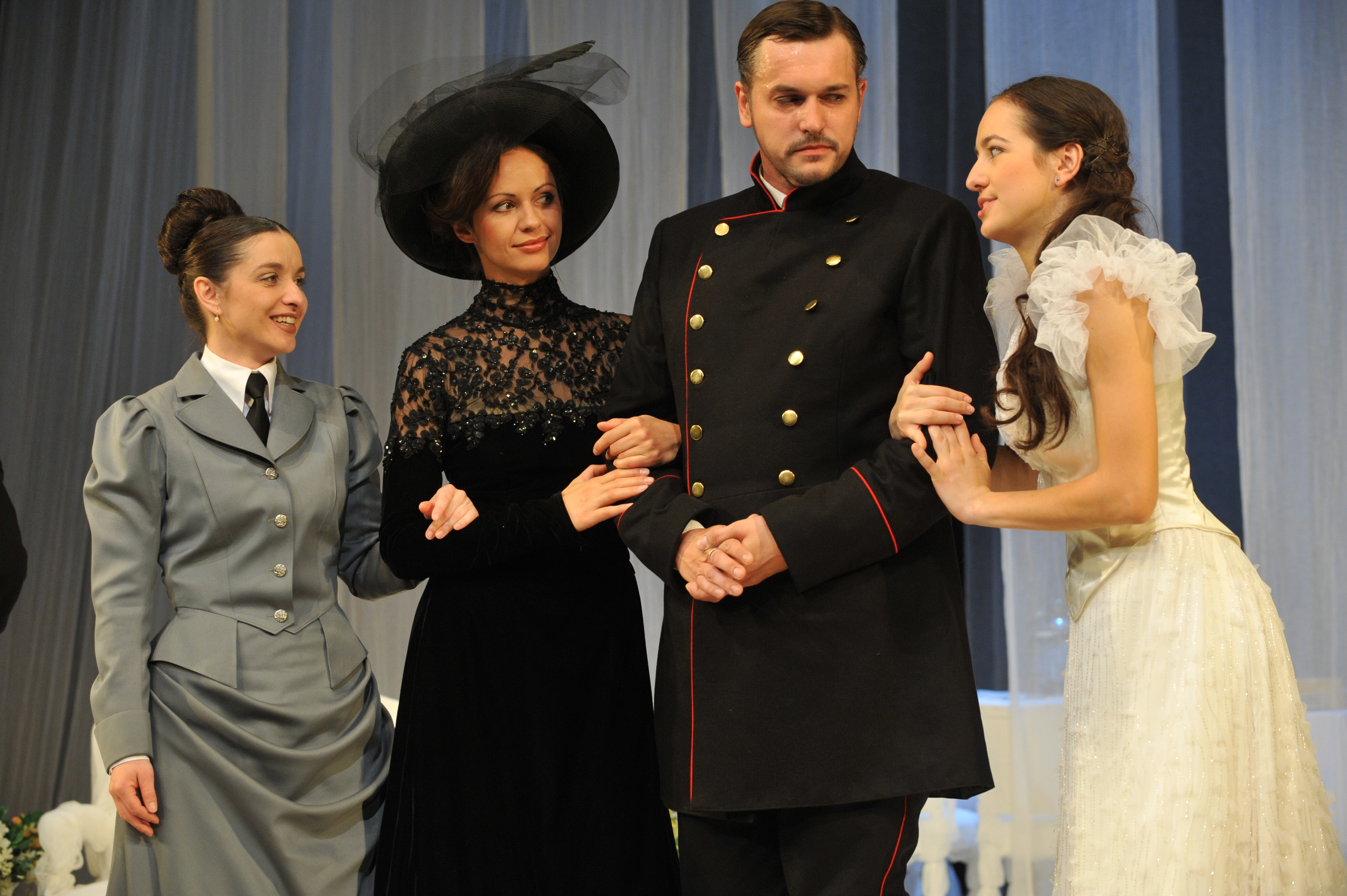
Tři sestry v podání Městského divadla Brno

- Natalja Ivanovna (Nataša) jeho snoubenka, později žena
- jeho sestry:
  - Olga
  - Máša
  - Irina
- Fjodor Iljič Kulygin, profesor gymnázia, Mášin muž
- Alexander Ignatievič Veršinin, podplukovník, velitel baterie
- Nikolaj Lvovič Tuzenbach, baron, poručík
- Vasilij Vasiljevič Solený, štábní kapitán
- Ivan Romanovič Čebutykin, vojenský lékař
- Alexej Petrovič Fedotík, podporučík
- Vladimír Karlovič Rode, podporučík
- Ferapont, poslíček krajské správy, stařec
- Anfisa, chůva, osmdesátiletá stařena

## Inspirační zdroje díla
Jako jedna z inspirací pro hru Čechovovi zřejmě posloužil pobyt v poduralském městě Permu. Autor v dopisu Maximu Gorkému z 16. října 1900 napsal: "...děj se odehrává v provinciálním městě na způsob Permu". Čechov město navštívil roku 1890 a tehdy tam skutečně žily tři sestry Ottilie, Margareta a Evelína Cimmermanovy, osvícené učitelky na soukromé škole.